# Ryōsuke Nagasawa
Ryōsuke Nagasawa (jap. 永澤 竜亮, Nagasawa Ryōsuke; * 25. September 1998 in der Präfektur Osaka) ist ein japanischer Fußballspieler.

## Karriere

### Verein
Ryōsuke Nagasawa erlernte das Fußballspielen in den Jugendmannschaften von Nishinagao FC, Gamba Osaka und Vissel Kōbe. Nach der Jugend war er von April 2017 bis Juni 2018 vereinslos. Seinen ersten Vertrag unterschrieb er im Juli 2018 in Thailand beim Phuket City FC. Der Verein spielte in der dritten Liga des Landes, der Thai League 3. Hier trat der Verein in der Lower Region an. Anfang 2020 wechselte er zu Albirex Niigata (Singapur). Der Verein ist ein Ableger des japanischen Zweitligisten Albirex Niigata und spielt in der höchsten singapurischen Fußballliga, der Singapore Premier League. 2020 feierte er mit Albirex die singapurische Meisterschaft. Für den Verein absolvierte er 28 Erstligaspiele, in denen er fünf Treffer erzielte. Ende Februar 2022 wechselte er bis Saisonende nach Serbien. Hier schloss er sich FK Radnički Niš aus Niš an. Im Juni 2022 ging er nach Indonesien, wo er einen Vertrag beim Erstligisten Persikabo 1973 unterschrieb. Einen Monat später wurde sein Vertrag wieder aufgelöst. Für den Verein aus Bogor kam er lediglich in drei Spielen des Indonesia President’s Cup zum Einsatz. Von Juli 2022 bis Juni 2023 war er vertrags- und vereinslos. Im Juli 2023 zog es ihn nach Thailand. Hier nahm ihn der Zweitligist Kasetsart FC aus der Hauptstadt Bangkok unter Vertrag. Für den Hauptstadtverein bestritt er 31 Ligaspiele. Nach einer Spielzeit wurde sein Vertrag im Sommer 2024 nicht verlängert. Wo er von Juli 2024 bis Mitte Juli 2025 unter Vertrag stand, ist unbekannt. Im Juli 2025 nahm ihn der thailändische Zweitligist Nakhon Si United FC unter Vertrag.

### Nationalmannschaft
Ryōsuke Nagasawa spielte 2015 einmal in der japanischen U17-Nationalmannschaft. Hier kam er am 21. Januar 2015 in einem Freundschaftsspiel gegen Russland zum Einsatz.

## Erfolge
Albirex Niigata (Singapur)
Singapurischer Meister: 2020